# Les Discrets
Les Discrets — французская пост-рок-группа, основанная и возглавляемая Фёрси Тессье в качестве «платформы, объединяющей музыку и искусство». Тессье был единственным членом команды до наступления 2009 года, когда к нему присоединились Одри Хадорн и Винтерхальтер. Les Discrets выпустили два студийных альбома в жанрах шугейз, пост-метал и пост-рок. Первый альбом «Septembre et Ses Dernières Pensées» вышел в марте 2010 года, тогда как релиз второго альбома «Ariettes oubliées…» датируется февралём 2012 года. Третий альбом «Prédateur», чьё звучание переходит в такие стили, как инди-рок и трип-хоп, появился в апреле 2017 года.
Участники интерпретируют название группы в значении «те, кто хранят тишину», хотя вариант «сдержанные» был бы более точным переводом.

## История
Les Discrets была создана в 2003 году как сторонний проект участника команды Phest Фёрси Тессье. Фёрси искал иной способ выражения концепций, похожих на те, что использовались в его работе иллюстратором. Спустя короткое время к нему присоединились Одри Хадорн и Винтерхальтер. Les Discrets заключили контракт на пять альбомов с немецким лейблом Prophecy Productions в апреле 2009 года. В декабре того же кода группа в содружестве с Alcest выпустила мини-альбом, а в марте следующего года состоялся релиз их дебютного полноформатного альбома «Septembre et Ses Dernières Pensées». Согласно немецкому журналу Sonic Seducer, альбом включает в себя мрачную романтическую музыку, которую нельзя отнести к какому-либо отдельному жанру. 18 июля 2010 года Фёрси опубликовал запись на официальном сайте, сообщающую о том, что композиционная часть нового альбома готова, и студия уже забронирована для записи материала.
Фёрси и Винтерхальтер вместе состояли в ныне расформированном коллективе Amesoeurs. Также Фёрси был концертным участником Alcest до июня 2010 года, где Винтерхальтер занимает должность постоянного барабанщика.
В 2013 году Тессье объявил об уходе из группы Нежа и Винтерхальтера, которые приняли данное решение с целью концентрации на их основном проекте — Alcest.
Группа отыграла концерт в московском клубе «ЛЕС» 22 января 2017 года. На мероприятии музыканты исполнили по несколько композиций с предыдущих альбомов «Ariettes oubliées…» и «Septembre et ses dernières pensées». Помимо оных звучали треки с мини-альбомов «Virée Nocturne» и «Rue Octavio Mey / Fleur Des Murailles».
Третий студийный альбом «Prédateurs» был выпущен на Bandcamp 21 апреля 2017 года.

## Участники

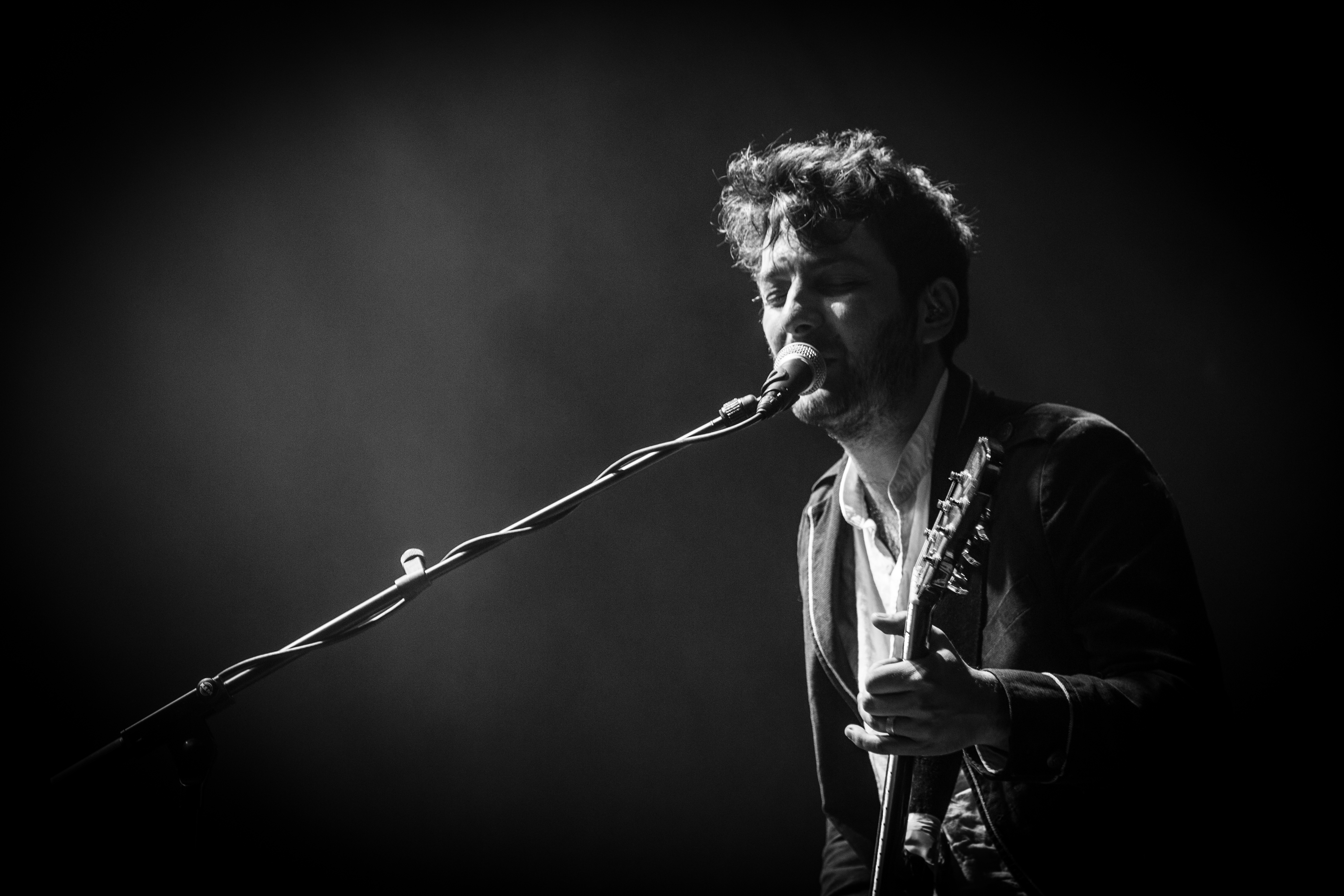
Фёрси Тессье на «Roadburn Festival» в 2017 году

### Текущий состав
- Фёрси Тессье — ведущий вокал, гитара, бас-гитара (2003—настоящее время), клавишные (2011—настоящее время)
- Одри Хадорн — вокал (2009—настоящее время)

### Бывшие участники
- Винтерхальтер — ударные (2009—2013)

### Бывшие концертные участники
- Неж — бас-гитара (2009—2013)
- Зиро — гитары, бэк-вокал (2010—2013)

## Дискография

### Студийные альбомы
- Septembre et Ses Dernières Pensées (2010)
- Ariettes oubliées… (2012)
- Prédateurs (2017)

### Концертные альбомы
- Live at Roadburn (2015)

### Совместные релизы
- Les Discrets / Alcest совместно с Alcest (2009)
- Les Discrets / Arctic Plateau совместно с Arctic Plateau (2011)

### Мини-альбомы
- Les Discrets (2006)
- Virée Nocturne (2016)
- Rue Octavio Mey / Fleur Des Murailles (2017)

### Появления в компиляциях
- Whom the Moon a Nightsong Sings (2010)